# 남창원역
남창원역(Namchangwon station, 南昌原驛)은 경상남도 창원시 성산구 웅남동에 위치하는 한국철도 진해선의 역이다.  
1981년 진해선 이설로 신설되었으나 창원공단 지역에서도 제일 남쪽 끝부분에 있기 때문에, 접근성이 떨어져 이용량이 극히 적은 역이었다. 2006년 10월까지는 하루에 4회 마산과 통해를 잇는 진해선 통근열차가 정차했으나, 2006년 11월 통근열차가 폐지되고 대신 새마을호 열차가 지나가게 되면서 현재는 모든 여객 열차가 무정차 통과한다. 
컨테이너 야드가 설치되어 있어 화물 또한 취급하였으나, 2004년 신창원역의 철도물류기지가 완공되면서 이 곳으로 기능이 이관되어 폐쇄되었다. 성주사역과 마찬가지로 역사는 민간업체에 위탁하여 사용하고 있다.

## 역사
- 1926년 11월 11일 : 간이정차장 등급인 상남역(上南驛)으로 영업 개시[1]
- 1981년 10월 5일 : 상남역 폐역, 이설 후 남창원역으로 영업 재개[2]
- 2006년 11월 1일 : 진해선 통근열차 폐지 및 여객 취급 중단
- 2008년 11월 1일 : 화물 취급 중지[3]